# Davide Santon
Davide Santon (Portomaggiore, Italija, 2. siječnja 1991.) je bivši talijanski nogometaš koji je igrao na poziciji desnog beka. 

## Karijera

### Klupska karijera

#### Inter Milan
S 14 godina je se Santon pridružio Interovoj omladinskoj školi. U trećoj utakmici 2009./2010. sezone je Santon debitirao protiv Parme za prvu momčad Inter Milana. 

#### Cesena
U siječnju 2011. godine je Santon poslan na posudbu u Cesenu, a zauzvrat je se Japanac Yuto Nagatomo pridružio Crno-plavima. Na kraju sezone je Cesena ipak odlučila poslati Santona natrag u Inter.

#### Newcastle United
U kolovozu 2011. godine je Santon potpisao za engleski klub Newcastle United petogodišnji ugovor, za  £5.3m odštete Interu. Nakon četiri godine je se Santon vratio u Inter.

#### Roma
U lipnju 2018. godine su Santon i suigrač Nicolò Zaniolo uključeni u transfer Radje Nainggolana iz Rome u Inter. Santon je na kraju potpisao 4-godišnji ugovor s rimskim klubom. 

## Vanjske poveznice
- Profil na Transfermarktu
- Profil na Soccerwayu